# Muhammad Syelhan
Muhammad Syelhan Nurrahmat, né le 21 avril 2005, est un coureur cycliste indonésien. Il est membre de l'équipe continentale ASC Monsters Indonesia.

## Biographie
Originaire de l'île de Java, Muhammad Syelhan pratique le vélo depuis sa première année de collège. Il participe à ses premières compétitions sous l'impulsion de ses parents, eux-mêmes cyclistes. Dans les catégories de jeunes, il accumule les titres de champion provincial, sur route et en VTT. Il devient également double champion d'Indonésie junior en 2022. La même année, il se classe cinquième du Manavgat Side Junior, une épreuve turque inscrite au calendrier de l'UCI. Il représente par ailleurs son pays natal aux championnats du monde juniors. 
En mai 2023, il termine troisième du Tour of Marand-Aras, une course iranienne d'envergure internationale. Quelques temps plus tard, il réalise de bonnes performances aux championnats d'Asie juniors en terminant premier de la course aux points et de l'américaine, mais aussi deuxième de l'omnium et du contre-la-montre. Il participe ensuite de nouveau aux championnats du monde juniors, sous les couleurs de la sélection nationale indonésienne. Au mois de septembre, il finit onzième du Tour de DMZ, une manche de la Coupe des Nations Juniors. 
Lors de la saison 2025, il est sacré champion d'Indonésie du contre-la-montre chez les élites,. À l'étranger, il prend la cinquième place de l'épreuve en ligne aux championnats d'Asie espoirs. Il montre aussi ses aptitudes de grimpeur sur le Tour de l'Ijen en terminant sixième de l'étape reine et onzième du classement général.  

## Palmarès sur route

### Par année
- 2022
  -  Champion d'Indonésie sur route juniors
  -  Champion d'Indonésie du contre-la-montre juniors
- 2023
  -  Champion d'Indonésie du contre-la-montre juniors
  -  Médaillé d'argent du championnat d'Asie du contre-la-montre juniors
  - 3e du Tour of Marand-Aras
- 2025
  -  Champion d'Indonésie du contre-la-montre
  - 2e du championnat d'Indonésie sur route

### Classements mondiaux
| Année         | 2024 |
| ------------- | ---- |
| UCI Asia Tour | 177e |

## Palmarès sur piste

### Championnats d'Asie
- 2023
  -  Médaillé d'or de la course aux points juniors
  -  Médaillé d'or de l'américaine juniors (avec Julian Abi Manyu)
  -  Médaillé d'argent de l'omnium juniors